# Кузнецов, Николай Александрович (учёный)
Николай Александрович Кузнецов (род. 9 марта 1939, станица Березовская Волгоградской области) — российский учёный, академик РАН (1994; член-корреспондент АН СССР с 1987), с 1990 г. по 2006 г. — директор Института проблем передачи информации РАН, доктор технических наук, профессор (1981). Труды по теории систем управления. Государственная премия СССР (1985).

## Биография
В 1962 году окончил Московский физико-технический институт, базовую кафедру проблем управления факультета радиотехники и кибернетики (ФРТК). Учился в аспирантуре у А.М. Петровского. В 1966 году защитил кандидатскую диссертацию «Синтез алгоритмов управления по критерию качества, зависящий от состояния управляемого объекта», в 1973 году — докторскую диссертацию. В 1981 г. получил звание профессора.
В 1987 г. избран членом-корреспондентом АН СССР по Отделению проблем машиностроения, механики и процессов управления АН СССР (специальность «Процессы управления»). В 1994 г. избран действительным членом РАН по Отделению информатики вычислительной техники и автоматизации РАН (специальность «Управление информационными процессами»).
Область научных интересов — задачи оптимального управления стохастическими системами.
Заведует кафедрами в МФТИ (телекоммуникационных сетей и систем) и МТУСИ, им опубликовано около 250 работ, включая 6 монографий и учебных пособий, главный редактор журнала «Автоматика и телемеханика» и электронного интернет-журнала «Информационные процессы», а также заместитель главного редактора журнала «Проблемы передачи информации».
Председатель Совета Центрального дома учёных РАН, заместитель председателя диссертационного совета ИППИ РАН Д 002.077.04 (председатель диссовета — М. С. Гельфанд), член международных организаций IFAC, IMACS, IEEE.
Монографии
- Н.А. Кузнецов, В.В. Кульба и др. Информационная безопасность систем организационного управления. Теоретические основы: в 2 т./ Т.1. – М.: Наука, 2006. – 495 с.
- Н.А. Кузнецов, В.В. Кульба и др. Информационная безопасность систем организационного управления. Теоретические основы: в 2 т./ Т.2. – М.: Наука, 2006. – 437 с